# Aeci (filòsof)
Aeci (en llatí Aetius, en grec antic Ἀέτιος) va ser un filòsof peripatètic del segle ii aC o potser del segle i aC.
No sobreviu cap de les seves obres, però hi ha dos títols, un del Pseudo Plutarc Placita Philosophorum (en grec Περὶ τῶν ἀρεσκόντων φιλοσόφοις φυσικῶν δογμάτων, "Les doctrines o les opinions dels filòsofs") segurament basada en una obra seva, i un altre titulat Eclogae Physicae (Ἐκλογαὶ φυσικαὶ καὶ ἠθικαί, "Extractes de física i moral"), una obra d'Estobeu que són clarament resums o epítoms d'una obra més ampla i més antiga, que s'atribueix a Aeci. L'hel·lenista Hermann Alexander Diels va descobrir que Teodoret de Cir, un teòleg del segle V, incloïa citacions a les seves obres de textos d'Aeci de forma més extensa que les que es troben a Estobeu i al Pseudo Plutarc, cosa que significa que Teodoret va poder consultar l'obra original, que diu que es titulava Ἀετίου περὶ τῶν Ἀρεσκόντων Συναγωγήν ("Sobre la satisfacció de l'assemblea").